# Lucio Dalla - Le origini
Lucio Dalla - Le Origini è una raccolta di Lucio Dalla, pubblicata nel 1996. La compilation è un lungo excursus nell'opera del cantautore dagli inizi carriera, appunto dalle origini , come suggerisce il titolo dell'album, fino al disco Automobili, l'ultimo, per quanto riguarda la collaborazione con il poeta Roberto Roversi. Infatti il disco, (doppio CD), conta ben 28 brani.

## Tracce

### Disco 1
1. Lei (Non È Per Me)
2. L'ora Di Piangere
3. Pafff...Bum
4. Bisogna Saper Perdere
5. Cos'è Bonetti
6. Quando Ero Soldato
7. 1999
8. Lucio Dove Vai
9. Io Al Mondo Ho Solo Te
10. E Dire Che Ti Amo
11. Il Cielo
12. Hai Una Faccia Nera Nera
13. 4/3/1943
14. Occhi Di Ragazza

### Disco 2
1. Il Gigante e la bambina
2. Il Fiume E La Città
3. Sylvie
4. Il Mio Fiore Nero
5. L'ultima Vanità
6. Strade Su Strade
7. Itaca
8. Piazza Grande
9. L'auto Targata -TO-
10. Anna Bellanna
11. Tu Parlavi Una Lingua Meravigliosa
12. Anidride Solforosa
13. Nuvolari
14. Il Motore Del 2000